# Ordine di battaglia dell'operazione Urano

## Unione Sovietica

### Fronte Sud-Ovest
(colonnello generale Nikolaj F. Vatutin)

#### Riserva di fronte
- 303º Reggimento artiglieria contraerea
- 31º Battaglione autonomo artiglieria contraerea
- 139º Battaglione autonomo artiglieria contraerea
- 12ª Brigata zappatori

#### 1ª Armata della Guardia
(tenente generale Dmitrij D. Leljušenko)
- 1ª Divisione fucilieri (maggiore generale Aleksej Semënov)
  - 408º Reggimento fanteria
  - 412º Reggimento fanteria
  - 415º Reggimento fanteria
  - 1026º Reggimento artiglieria
- 153ª Divisione fucilieri (colonnello Nikolaj Krasnov)
  - 557º Reggimento fanteria
  - 563º Reggimento fanteria
  - 566º Reggimento fanteria
  - 565º Reggimento artiglieria
- 197ª Divisione fucilieri (maggiore generale Michail Zaporožčenko)
  - 828º Reggimento fanteria
  - 862º Reggimento fanteria
  - 889º Reggimento fanteria
  - 361º Reggimento artiglieria
- 203ª Divisione fucilieri (colonnello Zdanovič)
  - 592º Reggimento fanteria
  - 610º Reggimento fanteria
  - 619º Reggimento fanteria
  - 1037º Reggimento artiglieria
- 266ª Divisione fucilieri (maggiore generale Leonid Vetošnikov)
  - 1000º Reggimento fanteria
  - 1006º Reggimento fanteria
  - 1008º Reggimento fanteria
  - 832º Reggimento artiglieria
- 278ª Divisione fucilieri (colonnello Dmitrij Monachov)
  - 851º Reggimento fanteria
  - 853º Reggimento fanteria
  - 855º Reggimento fanteria
  - 847º Reggimento artiglieria
- 1º Corpo meccanizzato della Guardia (maggiore generale Ivan Russjanov)
  - 1ª Brigata meccanizzata della guardia
  - 2ª Brigata meccanizzata della guardia
  - 3ª Brigata meccanizzata della guardia
  - 16º Reggimento carri della guardia
  - 17º Reggimento carri della guardia
- Unità aggregate 
  - 22ª Brigata meccanizzata fucilieri
  - 1110º Reggimento cannoni
  - 58º Reggimento mortai della guardia
  - 407º Battaglione autonomo mortai della guardia
  - 1257º Reggimento artiglieria contraerea
  - 350º Battaglione autonomo genio
  - 28º Battaglione genio pontieri
  - 37º Battaglione genio pontieri
  - 426º Reggimento aviazione d'assalto
  - 870º Reggimento aviazione d'assalto
  - 1249º Reggimento aviazione d'assalto

#### 5ª Armata carri
(tenente generale Pavel Romanenko)
- 14ª Divisione fucilieri della guardia (maggiore generale Afanasij Grajznov<!Грязнов, Афанасий Сергеевич-->)
  - 36º Reggimento fanteria della guardia
  - 38º Reggimento fanteria della guardia
  - 41º Reggimento fanteria della guardia
  - 33º Reggimento artiglieria della guardia
- 47ª Divisione fucilieri della guardia (maggiore generale Jakov Fokanov)
  - 137º Reggimento fanteria della guardia
  - 140º Reggimento fanteria della guardia
  - 142º Reggimento fanteria della guardia
  - 99º Reggimento artiglieria della guardia
- 50ª Divisione fucilieri della guardia (colonnello Konstantin Sergeev)
  - 148º Reggimento fanteria della guardia
  - 150º Reggimento fanteria della guardia
  - 152º Reggimento fanteria della guardia
  - 119º Reggimento artiglieria della guardia
- 119ª Divisione fucilieri (colonnello Michail Danilov)
  - 365º Reggimento fanteria
  - 421º Reggimento fanteria
  - 634º Reggimento fanteria
  - 349º Reggimento artiglieria
- 159ª Divisione fucilieri (colonnello Michail Anaškin)
  - 491º Reggimento fanteria
  - 558º Reggimento fanteria
  - 631º Reggimento fanteria
  - 597º Reggimento artiglieria
- 346ª Divisione fucilieri (colonnello Archip Tolstov)
  - 1164º Reggimento fanteria
  - 1166º Reggimento fanteria
  - 1168º Reggimento fanteria
  - 915º Reggimento artiglieria
- 8º Corpo cavalleria (maggiore generale Michail Borisov)
  - 21ª Divisione cavalleria da montagna (maggiore generale Nikolaj Jakynin)
    - 17º Reggimento cavalleria
    - 67º Reggimento cavalleria
    - 112º Reggimento cavalleria

  - 55ª Divisione cavalleria (colonnello Ivan Čalenko)
    - 78º Reggimento cavalleria
    - 84º Reggimento cavalleria
    - 87º Reggimento cavalleria

  - 112ª Divisione cavalleria (maggiore generale Minigali Šajmuratov)
    - 275º Reggimento cavalleria
    - 294º Reggimento cavalleria
    - 313º Reggimento cavalleria
- 1º Corpo carri (maggiore generale Vasilij V. Butkov)
  - 89ª Brigata carri
  - 117ª Brigata carri
  - 159ª Brigata carri
  - 44ª Brigata meccanizzata fucilieri
- 26º Corpo carri (maggiore generale Aleksej Grigor'evič Rodin) 
  - 19ª Brigata carri
  - 157ª Brigata carri
  - 216ª Brigata carri
  - 14ª Brigata meccanizzata fucilieri
- Unità aggregate: 
  - 8ª Brigata carri della guardia
  - 8º Reggimento motociclisti
  - 510º Battaglione autonomo carri
  - 511º Battaglione autonomo carri
  - 124º Reggimento obici
  - 152º Reggimento obici
  - 320º Reggimento obici
  - 877º Reggimento obici
  - 213º Reggimento cannoni
  - 312º Reggimento cannoni
  - 396º Reggimento cannoni
  - 518º Reggimento cannoni
  - 1096º Reggimento cannoni
  - 101º Reggimento mortai
  - 103º Reggimento mortai
  - 107º Reggimento mortai
  - 148º Reggimento mortai
  - 35º Reggimento mortai della guardia
  - 75º Reggimento mortai della guardia
  - 85º Reggimento mortai della guardia
  - 51º Battaglione autonomo mortai pesanti della guardia
  - 76º Battaglione autonomo mortai pesanti della guardia
  - 77º Battaglione autonomo mortai pesanti della guardia
  - 507º Battaglione autonomo mortai pesanti della guardia
  - 508º Battaglione autonomo mortai pesanti della guardia
  - 518º Battaglione autonomo mortai pesanti della guardia
  - 519º Battaglione autonomo mortai pesanti della guardia
  - 520º Battaglione autonomo mortai pesanti della guardia
  - 521º Battaglione autonomo mortai pesanti della guardia
  - 522º Battaglione autonomo mortai pesanti della guardia
  - 307º Battaglione autonomo mortai della guardia
  - 226º Reggimento artiglieria contraerea
  - 247º Reggimento artiglieria contraerea
  - 579º Reggimento artiglieria contraerea
  - 586º Reggimento artiglieria contraerea
  - 626º Reggimento artiglieria contraerea
  - 27º Battaglione autonomo artiglieria contraerea
  - 60º Battaglione autonomo artiglieria contraerea
  - 227º Battaglione autonomo artiglieria contraerea
  - 3ª Divisione artiglieria contraerea (colonnello Michail Kotikov)
    - 1084º Reggimento artiglieria contraerea
    - 1089º Reggimento artiglieria contraerea
    - 1114º Reggimento artiglieria contraerea
    - 1118º Reggimento artiglieria contraerea

  - 44ª Brigata impiego speciale del genio
  - 181º Battaglione autonomo genio
  - 269º Battaglione autonomo genio
  - 26º Battaglione genio pontieri
  - 100º Battaglione genio pontieri
  - 101º Battaglione genio pontieri
  - 102º Battaglione genio pontieri
  - 130º Battaglione genio pontieri
  - 33º Reggimento aviazione d'assalto
  - 150º Reggimento aviazione d'assalto
  - 174º Reggimento aviazione d'assalto
  - 179º Reggimento aviazione d'assalto
  - 210º Reggimento aviazione d'assalto
  - 481º Reggimento aviazione d'assalto
  - 525º Reggimento aviazione d'assalto
  - 532º Reggimento aviazione d'assalto
  - 534º Reggimento aviazione d'assalto
  - 1241º Reggimento aviazione d'assalto
  - 1243º Reggimento aviazione d'assalto

#### 21ª Armata (tenente generale I.M. Čistjakov)
- 63ª Divisione fucilieri (colonnello Nestor Kozin)
  - 226º Reggimento fanteria
  - 291º Reggimento fanteria
  - 346º Reggimento fanteria
  - 26º Reggimento artiglieria
- 76ª Divisione fucilieri (colonnello Nikolaj Tavartkiladze)
  - 93º Reggimento fanteria
  - 207º Reggimento fanteria
  - 216º Reggimento fanteria
  - 817º Reggimento artiglieria
- 96ª Divisione fucilieri (colonnello Georgij Isakov)
  - 1381º Reggimento fanteria
  - 1384º Reggimento fanteria
  - 1389º Reggimento fanteria
  - 1059º Reggimento artiglieria
- 277ª Divisione fucilieri (colonnello Viktor Černov)
  - 850º Reggimento fanteria
  - 852º Reggimento fanteria
  - 854º Reggimento fanteria
  - 846º Reggimento artiglieria
- 293ª Divisione fucilieri (maggiore generale Pavel Lagutin)
  - 1032º Reggimento fanteria
  - 1034º Reggimento fanteria
  - 1036º Reggimento fanteria
  - 817º Reggimento artiglieria
- 333ª Divisione fucilieri (colonnello Mitrofan Matveev)
  - 1116º Reggimento fanteria
  - 1118º Reggimento fanteria
  - 1120º Reggimento fanteria
  - 897º Reggimento artiglieria
- 3º Corpo cavalleria della guardia (maggiore generale Issa Pliev)
  - 5ª Divisione cavalleria della guardia (colonnello Nikolaj Čepyrkin)
    - 32º Reggimento cavalleria
    - 34º Reggimento cavalleria
    - 60º Reggimento cavalleria
    - 158º Reggimento cavalleria

  - 6ª Divisione cavalleria della guardia (colonnello Anatolij Belogorskij)
    - 31º Reggimento cavalleria
    - 76º Reggimento cavalleria
    - 92º Reggimento cavalleria
    - 129º Reggimento cavalleria

  - 32ª Divisione cavalleria (colonnello Aleksandr Čudesov)
    - 86º Reggimento cavalleria
    - 121º Reggimento cavalleria
    - 197º Reggimento cavalleria

  - Unità aggregate 
    - 1º Battaglione autonomo fucilieri controcarro
    - 21º Battaglione autonomo fucilieri controcarro
    - 60º Battaglione autonomo fucilieri controcarro
    - 99º Battaglione autonomo fucilieri controcarro
    - 5ª Brigata autonoma aviazione d'assalto
- 4º Corpo carri (maggiore generale Andrej G. Kravčenko)
  - 45ª Brigata carri
  - 69ª Brigata carri
  - 102ª Brigata carri
  - 4ª Brigata meccanizzata fucilieri
  - 1º Reggimento autonomo carri della guardia
  - 2º Reggimento autonomo carri della guardia
  - 4º Reggimento autonomo carri della guardia
- 1ª Divisione artiglieria (colonnello Vikentij Mazur)
  - 274º Reggimento obici
  - 275º Reggimento obici
  - 331º Reggimento obici
  - 1107º Reggimento cannoni
  - 1166º Reggimento cannoni
- Unità aggregate 
  - 648º Reggimento cannoni
  - 1162º Reggimento cannoni
  - 108º Reggimento mortai
  - 114º Reggimento mortai
  - 129º Reggimento mortai
  - 152º Reggimento mortai
  - 21º Reggimento mortai della guardia
  - 86º Reggimento mortai della guardia
  - 88º Reggimento mortai della guardia
  - 309º Battaglione autonomo mortai della guardia
  - 580º Reggimento artiglieria contraerea
  - 581º Reggimento artiglieria contraerea
  - 878º Reggimento artiglieria contraerea
  - 1259º Reggimento artiglieria contraerea
  - 1263º Reggimento artiglieria contraerea
  - 126º Battaglione autonomo artiglieria contraerea
  - 1ª Divisione artiglieria contraerea (colonnello Leonid Polosuchin)
    - 1068º Reggimento artiglieria contraerea
    - 1085º Reggimento artiglieria contraerea
    - 1090º Reggimento artiglieria contraerea
    - 1116º Reggimento artiglieria contraerea

  - 205º Battaglione autonomo genio
  - 540º Battaglione autonomo genio
  - 383º Reggimento aviazione d'assalto
  - 468º Reggimento aviazione d'assalto
  - 501º Reggimento aviazione d'assalto
  - 535º Reggimento aviazione d'assalto
  - 764º Reggimento aviazione d'assalto
  - 1189º Reggimento aviazione d'assalto
  - 1180º Reggimento aviazione d'assalto
  - 1184º Reggimento aviazione d'assalto
  - 1250º Reggimento aviazione d'assalto

#### Alle dipendenze del Fronte Sud-Ovest

##### 17ª Armata aerea (Tenente generale Stepan Krasovskij)
- 1º Corpo aereo misto 
  - 267ª Divisione aerea d'assalto (Tenente colonnello Leonid Kolomejcev)
  - 288ª Divisione aerea d'assalto (Tenente colonnello Sergej Konavalov)
- Unità aggregate: 
  - 221ª Divisione aerea bombardamento (Colonnello Ivan Antoškin)
  - 262ª Divisione aerea bombardamento notturno (Colonnello Gennadij Belickij)
  - 282ª Divisione aerea caccia (Tenente colonnello Andrej Rjazanov)
  - 208º Reggimento aereo d'assalto
  - 637º Reggimento aereo d'assalto
  - 10º Gruppo ricognizione aerea a lungo raggio
  - 331º Gruppo autonomo da bombardamento

##### 2ª Armata aerea (elementi)
- 205ª Divisione aerea caccia
- 207ª Divisione aerea caccia
- 208ª Divisione aerea bombardamento notturno
- 227ª Divisione aerea d'assalto
- 50º Reggimento ricognizione aerea
- 324º Gruppo ricognizione aerea a lungo raggio

### Fronte del Don
(tenente generale Konstantin Rokossovskij)

#### 24ª Armata(maggiore generale Ivan Galanin)
- 49ª Divisione fucilieri (maggiore generale Pëtr Matveenko)
  - 212º Reggimento fanteria
  - 222º Reggimento fanteria
  - 551º Reggimento fanteria
  - 31º Reggimento artiglieria
- 84ª Divisione fucilieri (maggiore generale Pëtr Fomenko)
  - 41º Reggimento fanteria
  - 201º Reggimento fanteria
  - 382º Reggimento fanteria
  - 74º Reggimento artiglieria
- 120ª Divisione fucilieri (colonnello Kirill Džachua)
  - 289º Reggimento fanteria
  - 538º Reggimento fanteria
  - 543º Reggimento fanteria
  - 1033º Reggimento artiglieria
- 173ª Divisione fucilieri (colonnello Vasilij Askalepov)
  - 1311º Reggimento fanteria
  - 1313º Reggimento fanteria
  - 1315º Reggimento fanteria
  - 979º Reggimento artiglieria
- 214ª Divisione fucilieri (maggiore generale Nikolaj Birjukov)
  - 776º Reggimento fanteria
  - 780º Reggimento fanteria
  - 788º Reggimento fanteria
  - 683º Reggimento artiglieria
- 233ª Divisione fucilieri (maggiore generale Iosif Barinov)
  - 703º Reggimento fanteria
  - 724º Reggimento fanteria
  - 734º Reggimento fanteria
  - 684º Reggimento artiglieria
- 260ª Divisione fucilieri (colonnello Grigorij Mirošničenko)
  - 1026º Reggimento fanteria
  - 1028º Reggimento fanteria
  - 1030º Reggimento fanteria
  - 738º Reggimento artiglieria
- 273ª Divisione fucilieri (tenente colonnello Aleksej Valjugin)
  - 967º Reggimento fanteria
  - 969º Reggimento fanteria
  - 971º Reggimento fanteria
  - 812º Reggimento artiglieria
- 298ª Divisione fucilieri (maggiore generale Nikolaj Vasil'ev)
  - 886º Reggimento fanteria
  - 888º Reggimento fanteria
  - 892º Reggimento fanteria
  - 828º Reggimento artiglieria
- 16º Corpo carri (maggiore generale Michail Pavelkin)
  - 107ª Brigata carri
  - 109ª Brigata carri
  - 164ª Brigata carri
  - 15ª Brigata meccanizzata fucilieri
- Unità aggregate
  - 54º Settore fortificato
  - 58º Battaglione autonomo fucilieri controcarro
  - 61º Battaglione autonomo fucilieri controcarro
  - 10ª Brigata carri
  - 134º Battaglione autonomo autoblindo
  - 224º Battaglione autonomo autoblindo
  - 229º Battaglione autonomo autoblindo
  - 5º Reggimento artiglieria d'armata della guardia
  - 135º Reggimento obici
  - 833º Reggimento obici
  - 1100º Reggimento cannoni
  - 1101º Reggimento cannoni
  - 1158º Reggimento cannoni
  - 2º Reggimento mortai pesanti della guardia
  - 23º Reggimento mortai della guardia
  - 57º Reggimento mortai della guardia
  - 94º Reggimento mortai della guardia
  - 281º Reggimento artiglieria contraerea
  - 297º Reggimento artiglieria contraerea
  - 48º Battaglione autonomo genio
  - 530º Battaglione autonomo zappatori
  - 532º Battaglione autonomo zappatori
  - 534º Battaglione autonomo zappatori
  - 1361º Battaglione autonomo zappatori
  - 391º Reggimento aviazione d'assalto
  - 435º Reggimento aviazione d'assalto

#### 65ª Armata
(tenente generale Pavel Ivanovič Batov) 
- 4ª Divisione fucilieri della guardia (maggiore generale Georgij Lilenkov)
  - 3º Reggimento fanteria della guardia
  - 8º Reggimento fanteria della guardia
  - 11º Reggimento fanteria della guardia
  - 23º Reggimento artiglieria della guardia
- 27ª Divisione fucilieri della guardia (maggiore generale Viktor Glebov)
  - 74º Reggimento fanteria della guardia
  - 76º Reggimento fanteria della guardia
  - 83º Reggimento fanteria della guardia
  - 54º Reggimento artiglieria della guardia
- 40ª Divisione fucilieri della guardia (maggiore generale Aleksandr Pastrevič)
  - 111º Reggimento fanteria della guardia
  - 116º Reggimento fanteria della guardia
  - 119º Reggimento fanteria della guardia
  - 90º Reggimento artiglieria della guardia
- 23ª Divisione fucilieri (colonnello Pavel Vachrameev)
  - 89º Reggimento fanteria
  - 117º Reggimento fanteria
  - 225º Reggimento fanteria
  - 211º Reggimento artiglieria
- 24ª Divisione fucilieri (colonnello Fëdor Prochorov)
  - 7º Reggimento fanteria
  - 168º Reggimento fanteria
  - 274º Reggimento fanteria
  - 160º Reggimento artiglieria
- 252ª Divisione fucilieri (colonnello Zinovij Šechtman)
  - 924º Reggimento fanteria
  - 928º Reggimento fanteria
  - 932º Reggimento fanteria
  - 787º Reggimento artiglieria
- 258ª Divisione fucilieri (colonnello Ivan Furcin)
  - 405º Reggimento fanteria
  - 991º Reggimento fanteria
  - 99º Reggimento fanteria
  - 782º Reggimento artiglieria
- 304ª Divisione fucilieri (colonnello Serafim Merkulov)
  - 807º Reggimento fanteria
  - 809º Reggimento fanteria
  - 812º Reggimento fanteria
  - 560º Reggimento artiglieria
- 321ª Divisione fucilieri (colonnello Ivan Makarenko)
  - 484º Reggimento fanteria
  - 488º Reggimento fanteria
  - 493º Reggimento fanteria
  - 986º Reggimento artiglieria
- Unità aggregate: 
  - 59º Battaglione autonomo fucilieri controcarro
  - 64º Battaglione autonomo fucilieri controcarro
  - 91ª Brigata carri
  - 121ª Brigata carri
  - 59º Battaglione autonomo treno blindato
  - 99º Reggimento artiglieria d'armata
  - 156º Reggimento artiglieria d'armata
  - 671º Reggimento artiglieria d'armata
  - 272º Reggimento obici
  - 1º Reggimento mortai pesanti della guardia
  - 5º Reggimento mortai della guardia
  - 48º Reggimento mortai della guardia
  - 84º Reggimento mortai della guardia
  - 93º Reggimento mortai della guardia
  - 342º Reggimento artiglieria contraerea
  - 723º Reggimento artiglieria contraerea
  - 1264º Reggimento artiglieria contraerea
  - 9º Battaglione genio pontieri
  - 321º Battaglione autonomo genio
  - 338º Reggimento aviazione d'assalto

#### 66ª Armata (maggiore generale Aleksej Žadov)
- 64ª Divisione fucilieri (colonnello Aleksandr Ignatov)
  - 433º Reggimento fanteria
  - 440º Reggimento fanteria
  - 451º Reggimento fanteria
  - 1029º Reggimento artiglieria
- 99ª Divisione fucilieri (colonnello Vladimir Vladimirov)
  - 1º Reggimento fanteria
  - 197º Reggimento fanteria
  - 206º Reggimento fanteria
  - 22º Reggimento artiglieria
- 116ª Divisione fucilieri (colonnello Ivan Makarov)
  - 441º Reggimento fanteria
  - 548º Reggimento fanteria
  - 656º Reggimento fanteria
  - 406º Reggimento artiglieria
- 226ª Divisione fucilieri (colonnello Nikolaj Nikitčenko)
  - 985º Reggimento fanteria
  - 987º Reggimento fanteria
  - 989º Reggimento fanteria
  - 875º Reggimento artiglieria
- 299ª Divisione fucilieri (colonnello Gleb Baklanov)
  - 956º Reggimento fanteria
  - 958º Reggimento fanteria
  - 960º Reggimento fanteria
  - 843º Reggimento artiglieria
- 343ª Divisione fucilieri (colonnello Pëtr Čuvašev)
  - 1151º Reggimento fanteria
  - 1153º Reggimento fanteria
  - 1155º Reggimento fanteria
  - 903º Reggimento artiglieria
- Unità aggregate: 
  - 63º Battaglione autonomo fucilieri controcarro
  - 58ª Brigata carri
  - 7º Reggimento artiglieria d'armata della guardia
  - 1102º Reggimento cannoni
  - 136º Reggimento mortai
  - 143º Reggimento mortai
  - 56º Reggimento mortai della guardia
  - 72º Reggimento mortai della guardia
  - 278º Reggimento artiglieria contraerea
  - 722º Reggimento artiglieria contraerea
  - 1º Battaglione autonomo genio
  - 432º Battaglione autonomo genio
  - 381º Reggimento aviazione d'assalto

#### Alle dipendenze del Fonte del Don

##### 16ª Armata aerea
(maggiore generale Sergej Rudenko)
- 220ª Divisione aerea caccia (colonnello Aleksandr Utin)
- 283ª Divisione aerea caccia (colonnello Sergej Denisov)
- 228ª Divisione aerea d'assalto (colonnello Georgij Komarov)
- 271ª Divisione aerea bombardamento notturno (colonnello Michail Borisenko)
- 291ª Divisione aerea d'assalto
- 10º Reggimento aereo bombardamento della guardia
- 325º Gruppo ricognizione aerea

#### Alle dipendenze dirette del Fronte del Don
- 159º Settore fortificato
- 65º Battaglione autonomo fucilieri controcarro
- 66º Battaglione autonomo fucilieri controcarro
- 97º Battaglione autonomo fucilieri controcarro
- 98º Battaglione autonomo fucilieri controcarro
- 99º Battaglione autonomo fucilieri controcarro
- 100º Battaglione autonomo fucilieri controcarro
- 101º Battaglione autonomo fucilieri controcarro
- 102º Battaglione autonomo fucilieri controcarro
- 64ª Brigata carri
- 148ª Brigata carri
- 39º Battaglione autonomo treno blindato contraereo
- 40º Battaglione autonomo treno blindato contraereo
- 377º Battaglione autonomo treno blindato contraereo
- 101º Reggimento obici
- 79º Reggimento mortai della guardia
- 325º Reggimento artiglieria contraerea
- 1262º Reggimento artiglieria contraerea
- 67º Battaglione autonomo artiglieria contraerea
- 141º Battaglione autonomo artiglieria contraerea
- 307º Battaglione autonomo artiglieria contraerea
- 436º Battaglione autonomo artiglieria contraerea
- 16ª Brigata impiego speciale del genio
- 20ª Brigata zappatori
- 6º Battaglione genio pontieri
- 7º Battaglione genio pontieri
- 20º Battaglione genio pontieri
- 104º Battaglione genio pontieri
- 120º Battaglione autonomo genio
- 257º Battaglione autonomo genio
- 258º Battaglione autonomo genio
- 741º Battaglione autonomo genio

### Fronte di Stalingrado
(tenente generale Andrej Ivanovič Erëmenko)

#### Riserva di Fronte
- 330ª Divisione fucilieri
- 85ª Brigata carri

#### 62ª Armata
(tenente generale Vasilij Ivanovič Čujkov)
- 13ª Divisione fucilieri della guardia (maggiore generale Aleksandr Rodimcev)
  - 34º Reggimento fanteria della guardia
  - 39º Reggimento fanteria della guardia
  - 42º Reggimento fanteria della guardia
  - 32º Reggimento artiglieria della guardia
- 37ª Divisione fucilieri della guardia (colonnello Viktor Žolidev)
  - 109º Reggimento fanteria della guardia
  - 114º Reggimento fanteria della guardia
  - 118º Reggimento fanteria della guardia
  - 86º Reggimento artiglieria della guardia
- 39ª Divisione fucilieri della guardia (maggiore generale Stepan Gur'ev)
  - 112º Reggimento fanteria della guardia
  - 117º Reggimento fanteria della guardia
  - 120º Reggimento fanteria della guardia
  - 87º Reggimento artiglieria della guardia
- 45ª Divisione fucilieri della guardia (tenente colonnello Vasilij Sokolov)
  - 10º Reggimento fanteria
  - 61º Reggimento fanteria
  - 253º Reggimento fanteria
  - 178º Reggimento artiglieria
- 95ª Divisione fucilieri (colonnello Vasilij Gorišnij)
  - 90º Reggimento fanteria
  - 161º Reggimento fanteria
  - 241º Reggimento fanteria
  - 57º Reggimento artiglieria
- 112ª Divisione fucilieri (colonnello Ivan Ermolkin)
  - 385º Reggimento fanteria
  - 416º Reggimento fanteria
  - 524º Reggimento fanteria
  - 436º Reggimento artiglieria
- 138ª Divisione fucilieri (colonnello Ivan Ljudnikov)
  - 344º Reggimento fanteria
  - 650º Reggimento fanteria
  - 768º Reggimento fanteria
  - 295º Reggimento artiglieria
- 193ª Divisione fucilieri (maggiore generale Fëdor Smechotvorov)
  - 685º Reggimento fanteria
  - 883º Reggimento fanteria
  - 895º Reggimento fanteria
  - 384º Reggimento artiglieria
- 284ª Divisione fucilieri (colonnello Nikolaj Batjuk)
  - 1043º Reggimento fanteria
  - 1045º Reggimento fanteria
  - 1047º Reggimento fanteria
  - 820º Reggimento artiglieria
- 308ª Divisione fucilieri (colonnello Leontij Gurt'ev)
  - 339º Reggimento fanteria
  - 347º Reggimento fanteria
  - 351º Reggimento fanteria
  - 1011º Reggimento artiglieria
- Unità aggregate
  - 42ª Brigata fucilieri
  - 92ª Brigata fucilieri
  - 115ª Brigata fucilieri
  - 124ª Brigata fucilieri
  - 149ª Brigata fucilieri
  - 160ª Brigata fucilieri
  - 84ª Brigata carri
  - 506º Battaglione autonomo carri
  - 266º Reggimento cannoni
  - 457º Reggimento cannoni
  - 1103º Reggimento cannoni
  - 141º Reggimento mortai(-)
  - 19º Reggimento mortai della guardia
  - 51º Reggimento mortai della guardia
  - 83º Reggimento mortai della guardia
  - 89º Reggimento mortai della guardia
  - 92º Reggimento mortai della guardia
  - 223º Reggimento artiglieria contraerea
  - 242º Reggimento artiglieria contraerea
  - 326º Battaglione autonomo genio
  - 327º Battaglione autonomo genio
  - 397º Reggimento aviazione d'assalto
  - 499º Reggimento aviazione d'assalto
  - 502º Reggimento aviazione d'assalto

#### 64ª Armata
(tenente generale Michail Šumilov) 
- 7º Corpo fucilieri (maggiore generale Sergej Gorjačev)
  - 93ª Brigata fucilieri
  - 96ª Brigata fucilieri
  - 97ª Brigata fucilieri
- 36ª Divisione fucilieri della guardia (maggiore generale Michail Denisenko)
  - 104º Reggimento fanteria della guardia
  - 106º Reggimento fanteria della guardia
  - 108º Reggimento fanteria della guardia
  - 65º Reggimento artiglieria della guardia
- 29ª Divisione fucilieri (colonnello Anatolij Losev)
  - 106º Reggimento fanteria
  - 128º Reggimento fanteria
  - 302º Reggimento fanteria
  - 77º Reggimento artiglieria
- 38ª Divisione fucilieri (colonnello Ganij Safiullin)
  - 29º Reggimento fanteria
  - 48º Reggimento fanteria
  - 343º Reggimento fanteria
  - 214º Reggimento artiglieria
- 157ª Divisione fucilieri (colonnello Aleksandr Kirsanov)
  - 384º Reggimento fanteria
  - 633º Reggimento fanteria
  - 716º Reggimento fanteria
  - 422º Reggimento artiglieria
- 204ª Divisione fucilieri (colonnello Aleksandr Skvorcov)
  - 700º Reggimento fanteria
  - 706º Reggimento fanteria
  - 730º Reggimento fanteria
  - 657º Reggimento artiglieria
- Unità aggregate
  - 66ª Brigata fucilieri di marina
  - 154ª Brigata fucilieri di marina
  - Reggimento di formazione della scuola di fanteria di Vinnica
  - 118º Settore fortificato
  - 13ª Brigata carri
  - 56ª Brigata carri
  - 28º Battaglione autonomo treno blindato
  - 3º Reggimento mortai pesanti della guardia (-)
  - 90º Reggimento mortai della guardia
  - 91º Reggimento mortai della guardia
  - 622º Reggimento artiglieria contraerea
  - 1261º Reggimento artiglieria contraerea
  - 328º Battaglione autonomo genio
  - 329º Battaglione autonomo genio
  - 330º Battaglione autonomo genio
  - 20ª Brigata autonoma aviazione d'assalto
  - 186º Reggimento aviazione d'assalto
  - 500º Reggimento aviazione d'assalto
  - 507º Reggimento aviazione d'assalto
  - 665º Reggimento aviazione d'assalto

#### 57ª Armata
(tenente generale Fëdor Ivanovič Tolbuchin)
- 169ª Divisione fucilieri (colonnello Jakov Erëmenko)
  - 434º Reggimento fanteria
  - 556º Reggimento fanteria
  - 680º Reggimento fanteria
  - 307º Reggimento artiglieria
- 422ª Divisione fucilieri (colonnello Ivan Morozov)
- 13º Corpo meccanizzato (colonnello Trofim T. Tanasčišin)
  - 17ª Brigata meccanizzata
  - 61ª Brigata meccanizzata
  - 62ª Brigata meccanizzata
  - 13ª Brigata carri
- Unità aggregate
  - 143ª Brigata fanteria di marina (colonnello Russkich)
  - 90ª Brigata carri
  - 235ª Brigata carri

#### 51ª Armata (maggiore generale Nikolaj Trufanov)
- 15ª Divisione fucilieri della guardia (maggiore generale Emel'jan Vasilenko
  - 44º Reggimento fanteria della guardia
  - 47º Reggimento fanteria della guardia
  - 50º Reggimento fanteria della guardia
  - 43º Reggimento artiglieria della guardia
- 91ª Divisione fucilieri (maggiore generale Nikolaj Kalinin)
  - 503º Reggimento fanteria
  - 561º Reggimento fanteria
  - 613º Reggimento fanteria
  - 321º Reggimento artiglieria
- 126ª Divisione fucilieri (colonnello Dmitrij Kuropatenko)
  - 366º Reggimento fanteria
  - 550º Reggimento fanteria
  - 690º Reggimento fanteria
  - 358º Reggimento artiglieria
- 302ª Divisione fucilieri (colonnello Efrem Makarčuk)
- 4º Corpo meccanizzato (maggiore generale Vasilij Timofeevič Vol'skij)
  - 36ª Brigata meccanizzata
  - 59ª Brigata meccanizzata
  - 60ª Brigata meccanizzata
  - 55º Reggimento autonomo carri
  - 158º Reggimento autonomo carri
- 4º Corpo di cavalleria (tenente generale Timofej Šapkin)
  - 61ª Divisione cavalleria (colonnello Anatolij Stavenkov)
    - 213º Reggimento cavalleria
    - 219º Reggimento cavalleria
    - 222º Reggimento cavalleria

  - 81ª Divisione cavalleria (colonnello Vasilij Baumštejn)
    - 216º Reggimento cavalleria
    - 227º Reggimento cavalleria
    - 232º Reggimento cavalleria
- Unità aggregate
  - 254ª Brigata carri

#### Alle dipendenze del Fronte di Stalingrado
- 300ª Divisione fucilieri
  - 1049º Reggimento fanteria
  - 1051º Reggimento fanteria
  - 1053º Reggimento fanteria
  - 822º Reggimento artiglieria
- 85ª Brigata carri
- 35º Reggimento autonomo carri
- 166º Reggimento autonomo carri
- 77º Settore fortificato
- 115º Settore fortificato
- 156º Settore fortificato
- 5º Reggimento obici
- 498º Reggimento obici
- 123º Reggimento artiglieria d'armata
- 1108º Reggimento cannoni
- 2º Reggimento mortai della guardia
- 400º Battaglione autonomo artiglieria
- 2ª Divisione artiglieria contraerea 
  - 1069º Reggimento artiglieria contraerea
  - 1086º Reggimento artiglieria contraerea
  - 1113º Reggimento artiglieria contraerea
  - 1117º Reggimento artiglieria contraerea
- 43ª Brigata impiego speciale del genio
- 19ª Brigata zappatori
- 21ª Brigata zappatori
- 17º Battaglione genio minatori della guardia
- 44º Battaglione genio pontieri
- 47º Battaglione genio pontieri
- 103º Battaglione genio pontieri
- 107º Battaglione genio pontieri
- 119º Battaglione autonomo genio
- 240º Battaglione autonomo genio
- 1504º Battaglione autonomo zappatori
- 398º Reggimento aviazione d'assalto
- 504º Reggimento aviazione d'assalto

##### 8ª Armata aerea (colonnello generale Timofej Chrjukin)
- 2º Corpo aereo misto 
  - 201ª Divisione aerea caccia
  - 235ª Divisione aerea caccia
  - 214ª Divisione aerea d'assalto
- Unità aggregate 
  - 206ª Divisione aerea d'assalto (colonnello Vladimir Sryvkin)
  - 226ª Divisione aerea mista (colonnello Fëdor Boldyrichin)
  - 289ª Divisione aerea mista (colonnello Michail Avvakumov)
  - 270ª Divisione aerea bombardamento (colonnello Aleksej Egorov)
  - 272ª Divisione aerea bombardamento notturno (colonnello Michail Borisenko)
  - 268ª Divisione aerea caccia (colonnello Boris Sidnev)
  - 287ª Divisione aerea caccia (Colonnello Stepan Danilov)
  - 8º Reggimento ricognizione aerea
  - 23º Reggimento aereo misto
  - 282º Reggimento aereo misto
  - 633º Reggimento aereo misto
  - 655º Reggimento aereo misto
  - 932º Reggimento aereo misto
  - 678º Reggimento aereo trasporti
  - 31º Gruppo osservazione aerea per artiglieria
  - 32º Gruppo osservazione aerea per artiglieria

##### Corpo regionale difesa aerea di Stalingrado (PVO) (colonnello Efim Rajnin)
- 73º Reggimento artiglieria contraerea della guardia
- 459º Reggimento artiglieria contraerea
- 748º Reggimento artiglieria contraerea
- 1077º Reggimento artiglieria contraerea
- 1079º Reggimento artiglieria contraerea
- 1080º Reggimento artiglieria contraerea
- 1082º Reggimento artiglieria contraerea
- 1083º Reggimento artiglieria contraerea
- 82º Battaglione autonomo artiglieria contraerea
- 106º Battaglione autonomo artiglieria contraerea
- 188º Battaglione autonomo artiglieria contraerea
- 267º Battaglione autonomo artiglieria contraerea
- 72º Battaglione autonomo treno corazzato contraereo
- 122º Battaglione autonomo treno corazzato contraereo
- 126º Battaglione autonomo treno corazzato contraereo
- 132º Battaglione autonomo treno corazzato contraereo
- 137º Battaglione autonomo treno corazzato contraereo
- 141º Battaglione autonomo treno corazzato contraereo
- 142º Battaglione autonomo treno corazzato contraereo
- 181º Battaglione autonomo treno corazzato contraereo
- 102ª Divisione aerea caccia (PVO) (colonnello Ivan Puntus) 
  - 439º Reggimento aereo caccia
  - 572º Reggimento aereo caccia
  - 629º Reggimento aereo caccia
  - 652º Reggimento aereo caccia
  - 788º Reggimento aereo caccia

##### Flottiglia del Volga (Contrammiraglio Dmitrij Rogačëv)
- 1ª Brigata imbarcazioni da pattuglia (contrammiraglio Tichon Novikov)
- 2ª Brigata imbarcazioni da pattuglia (contrammiraglio Sergej Vorob'ëv)
- Brigata autonoma spazzamine (capitano 1º grado Smirnov)

## Germania e Romania

### Riserve del Gruppo d'armate B

#### XXXXVIII Panzerkorps (generale delle Panzertruppen Ferdinand Heim)
- Sicherungs-Regiment 57
- Beute-Panzer-Kompanie 221
- Beute-Panzer-Kompanie 318
- Flak-Regiment 104
- Kampgruppe Simons
  - Panzerjäger Abteilung 162
  - Panzerjäger Abteilung 611
  - Radfahr Abteilung 162 (meno 1 compagnia)
  - Artillerie-Regiment 54 (1 battaglione)
- 14. Panzer-Division (tenente generale Johannes Braessler)
  - Panzer-Regiment 36
  - Panzergrenadier-Regiment 103
  - Panzergrenadier-Regiment 108
  - Artillerie-Regiment 4
- 22. Panzer-Division (tenente generale Eberhard Rodt)
  - Panzer-Regiment 204
  - Panzergrenadier-Regiment 129
  - Panzergrenadier-Regiment 140
  - Artillerie-Regiment 140
- 1ª Divisione corazzata romena (generale di divisione Radu Gerghe)
  - 1º Reggimento carri da combattimento
  - 3º Reggimento cacciatori motorizzati
  - 4º Reggimento cacciatori motorizzati
  - 1º Reggimento artiglieria motorizzata
- 294. Infanterie-Division (generale di fanteria Johannes Block) 
  - Infanterie-Regiment 513
  - Infanterie-Regiment 514
  - Infanterie-Regiment 515
  - Artillerie-Regiment 294
- 382. Feldausbildungs Division (maggiore generale Paul Hoffmann) 
  - Feldausbildungs Regiment 617
  - Feldausbildungs Regiment 618
  - Feldausbildungs Regiment 619
  - Feldausbildungs Regiment 620
- 403. Sicherungs-Division (tenente generale Wilhelm Russwurm)
  - Grenadier Regiment 406
  - Landesschützen Regimentsstab 177
  - Wach-Bataillon 705
  - Ost-Reiter-Abteilung 403
  - Polizei Regiment II./8
  - Artillerie-Regiment 213 (1 battaglione)

### 3ª Armata romena (generale di corpo d'armata Petre Dumitrescu)

#### Riserva d'armata
- 7ª Divisione cavalleria romena (generale di brigata Gheorghe Munteanu) 
  - 11º Reggimento Roşiori[2] motorizzato
  - 11º Reggimento Călărași[3] motorizzato
  - 5º Reggimento artiglieria a cavallo
- 15ª Divisione fanteria romena (generale di brigata Ioan Sion) 
  - 25º Reggimento fanteria "Mareşal Constantin Prezan"
  - 35º Reggimento fanteria "Matei Basarab"
  - 10º Reggimento cacciatori
  - 23º Reggimento artiglieria
  - 25º Reggimento artiglieria
- 2º Reggimento artiglieria pesante motorizzata
- 4º Reggimento artiglieria pesante motorizzata
- 5º Reggimento artiglieria pesante motorizzata
- 8º Reggimento artiglieria pesante motorizzata
- 41º Battaglione autonomo artiglieria pesante motorizzata
- 11ª Squadriglia ricognizione
- 12ª Squadriglia ricognizione
- 13ª Squadriglia ricognizione
- 2ª Squadriglia ricognizione lontana
- 112ª Squadriglia collegamenti

#### I Corpo d'armata romeno (generale di corpo d'armata Teodor Ionsecu)
- 8º Reggimento Călărași
- 7ª Divisione fanteria romena (generale di brigata Constantin Trestioreanu) 
  - 14º Reggimento Dorobanṭi[4] "Roman"
  - 16º Reggimento Dorobanṭi "Baia-Maresal Josef Pilsudski"
  - 37º Reggimento fanteria "Alexandru cel Bun"
  - 4º Reggimento artiglieria
  - 6º Reggimento artiglieria
- 2ª Divisione fanteria romena (generale di brigata Saru Nedelea) 
  - 2º Reggimento Dorobanṭi "Valcea"
  - 3º Reggimento Dorobanṭi "Olt"
  - 19º Reggimento fanteria
  - 21º Reggimento artiglieria
  - 26º Reggimento artiglieria

#### II Corpo d'armata romeno (generale di corpo d'armata Nicolae Dascalescu)
- 4º Reggimento Călărași
- 9ª Divisione fanteria romena (generale di brigata Constantin Panaitiu) 
  - 2º Reggimento fanteria "Constanta"
  - 3º Reggimento fanteria "Vasile Lupu"
  - 19º Reggimento fanteria "Calugareni"
  - 13º Reggimento artiglieria
  - 18º Reggimento artiglieria
- 14ª Divisione fanteria romena (generale di brigata Gheorghe Stavrescu) 
  - 13º Reggimento Dobranti "Stefan cel Mare"
  - 39º Reggimento fanteria "Petru Rares"
  - 6º Reggimento cacciatori
  - 24º Reggimento artiglieria
  - 29º Reggimento artiglieria

#### IV Corpo d'armata romeno (generale di corpo d'armata Constantin Sănătescu)
- 7º Reggimento Călărași
- 1ª Divisione di cavalleria romena (Generale di brigata Constantin Bratescu) 
  - Reggimento Călărași della Guardia
  - 1º Reggimento Roşiori "General Corp de Armata Alexandru Averescu"
  - 2º Reggimento Roşiori "Prunaru"
  - 1º Reggimento artiglieria a cavallo
  - 1º Battaglione obici/1º Reggimento artiglieria motorizzata
- 13ª Divisione di fanteria romena (generale di brigata Gheorge Ionescu-Sinaia) 
  - 7º Reggimento Dorobanṭi "Prahova"
  - 22º Reggimento fanteria "Dambovita"
  - 89º Reggimento fanteria
  - 19º Reggimento artiglieria
  - 41º Reggimento artiglieria

#### V Corpo d'armata romeno (generale di corpo d'armata Aurelian Sion)
- 6º Reggimento Calarasi
- 5ª Divisione fanteria romena (generale di brigata Nicolae Mazarini) 
  - 8º Reggimento Dorobanṭi "Buzau"
  - 9º Reggimento Dorobanṭi "Ramnicu Sarat"
  - 32º Reggimento Dorobanṭi "Mircea"
  - 7º Reggimento artiglieria
  - 28º Reggimento artiglieria
- 6ª Divisione fanteria romena (generale di divisione Mihail Lascăr) 
  - 10º Reggimento Dorobanṭi "Putna"
  - 15º Reggimento Dorobanṭi "Razboieni"
  - 27º Reggimento Dorobanṭi "Bacău"
  - 11º Reggimento artiglieria
  - 16º Reggimento artiglieria

### 6ª Armata (colonnello generale Friedrich Paulus)

#### Riserva d'Armata
- Schwere-Artillerie-Abteilung 849 (1 batteria)
- Panzerjäger Abteilung 46 (1 compagnia)
- Flak Bataillon 614 (meno 1 batteria)
- Flak Kampfgruppe "Dalber"

#### XI Armeekorps (tenente generale Karl Strecker)
- Riserva di Corpo 
  - Panzerjäger Abteilung 521
  - Werfer-Regiment 51 (2 battaglioni)
- 44. Infanterie-Division (tenente generale Heinrich Deboi)
  - Infanterie-Regiment 131
  - Infanterie-Regiment 132
  - Infanterie-Regiment 134
  - Artillerie-Regiment 96 (2 battaglioni)
  - Artillerie-Regiment 97 (1 battaglione)
- 376. Infanterie-Division (tenente generale Edler vonDaniels)
  - Infanterie-Regiment 672
  - Infanterie-Regiment 673
  - Infanterie-Regiment 767
  - Artillerie-Regiment 376
- 384. Infanterie-Division (tenente generale Eccard Freiherr vonGablenz)
  - Infanterie-Regiment 534
  - Infanterie-Regiment 535
  - Infanterie-Regiment 536
  - Artillerie-Regiment 384

#### VIII Armeekorps (generale d'artiglieria Walter Heitz)
- Riserva di Corpo
  - Schwere Artillerie-Regiment 53 (1 battaglione)
  - Schwere-Artillerie-Abteilung 851
  - Sturmgeschutz Abteilung 177
  - Werfer-Regiment 53 (1 battaglione)
- 76. Infanterie-Division (tenente generale Carl Rodenburg)
  - Infanterie-Regiment 178
  - Infanterie-Regiment 203
  - Infanterie-Regiment 230
  - Artillerie-Regiment 176
- 113. Infanterie-Division (tenente generale Hans-Heinrich Sixt vonArnim)
  - Infanterie-Regiment 260
  - Infanterie-Regiment 261
  - Infanterie-Regiment 268
  - Artillerie-Regiment 113

#### XIV Armeekorps (generale delle Panzertruppen Hans-Valentin Hube)
- Riserva di Corpo
  - Werfer-Regiment 51 (1 battaglione)
  - Artillerie-Regiment(mot.) 46 (1 battaglione)
  - Artillerie-Regiment 65 (1 batteria)
  - Schwere-Artillerie-Abteilung 733 (1 batteria)
  - Artillerie Abteilung(mot.) 631
  - Sturmgeschütz-Abteilung 177 (1 batteria)
  - Flak-Regiment 37
  - Kampfgruppe Stahel (Luftwaffe)
- 3. Infanterie-Division (maggiore generale Helmuth Schlömer)
  - Infanterie-Regiment (mot.) 8
  - Infanterie-Regiment (mot.) 29
  - Panzer-Abteilung 103
  - Artillerie-Regiment (mot.) 3
- 16. Panzer-Division (tenente generale Günther Angern)
  - Panzer-Regiment 2
  - Panzergrenadier-Regiment 64
  - Panzergrenadier-Regiment 79
  - Artillerie-Regiment 16
- 60. Infanterie-Division (mot.) (maggiore generale Hans-Adolf vonArenstorff-Kohlermann)
  - Infanterie-Regiment (mot.) 92
  - Infanterie-Regiment (mot.) 120
  - Panzer-Abteilung 160
  - Artillerie-Regiment 160
- 94. Infanterie-Division (generale d'artiglieria Georg Pfeiffer)
  - Infanterie-Regiment 267
  - Infanterie-Regiment 274
  - Infanterie-Regiment 276
  - Artillerie-Regiment 194

#### LI Armeekorps (generale d'artiglieria Walther von Seydlitz-Kurzbach)
- Riserva di Corpo 
  - Werfer-Regiment 2
  - Werfer-Regiment 53 (2 battaglioni)
  - Schwere Artillerie-Regiment 59 (-)
  - Schwere-Artillerie-Abteilung 64 (-)
  - Artillerie Abteilung 101
  - Schwere-Artillerie-Abteilung 430
  - Schwere-Artillerie-Abteilung 616
  - Schwere-Artillerie-Abteilung 733 (meno 1 batteria)
  - Schwere-Artillerie-Abteilung 800 (1 batteria)
  - Schwere-Artillerie-Abteilung 855
  - Sturmgeschütz-Abteilung 244
  - Sturmgeschütz-Abteilung 245 (1 batteria)
  - Flak-Regiment 91
- 24. Panzer-Division (tenente generale Arno von Lenski) 
  - Panzer-Regiment 24
  - Panzergrenadier-Regiment 21
  - Panzergrenadier-Regiment 26
  - Artillerie-Regiment 89
- 71. Infanterie-Division (generale di fanteria von Hartmann)
  - Infanterie-Regiment 191
  - Infanterie-Regiment 194
  - Infanterie-Regiment 211
  - Artillerie-Regiment 171
- 79. Infanterie-Division (tenente generale Richard Graf vonSchwerin)
  - Infanterie-Regiment 208
  - Infanterie-Regiment 212
  - Infanterie-Regiment 226
  - Artillerie-Regiment 179
- 100. Jäger-Division (tenente generale Werner Sanne)
  - Jäger Regiment 54
  - Jäger Regiment 227
  - Verstärktes Kroatisches Infanterie-Regiment 369
  - Artillerie-Regiment 8
- 295. Infanterie-Division (maggiore generale Otto Korfes)
  - Infanterie-Regiment 516
  - Infanterie-Regiment 517
  - Infanterie-Regiment 518
  - Artillerie-Regiment 295
- 305. Infanterie-Division (tenente generale Bernhard Steinmetz)
  - Infanterie-Regiment 576
  - Infanterie-Regiment 577
  - Infanterie-Regiment 578
  - Artillerie-Regiment 305
- 389. Infanterie-Division (maggiore generale Erich Magnus)
  - Infanterie-Regiment 544
  - Infanterie-Regiment 545
  - Infanterie-Regiment 546
  - Artillerie-Regiment 389

### 4ª Armata corazzata (colonnello generale Hermann Hoth)

#### Riserve d'Armata
- 16. Infanterie-Division (mot.) (maggiore generale Gerhard Graf von Schwerin)
  - Infanterie-Regiment (mot.) 60
  - Infanterie-Regiment (mot.) 156
  - Turkestanisches Infanterie-Bataillon 450
  - Turkestanisches Infanterie-Bataillon 811
  - Panzer-Abteilung 116
  - Panzer Verband 700
  - Artillerie-Regiment 146
- 29. Infanterie-Division (mot.) (maggiore generale Hans-Georg Leyser)
  - Infanterie-Regiment (mot.) 15
  - Infanterie-Regiment (mot.) 71
  - Panzer-Abteilung 129
  - Artillerie-Regiment 29
- Flak-Division 9
  - Flak-Regiment 37
  - Flak-Regiment 91
  - Flak-Regiment 104
  - Luftnachrichten-Abteilung 129
- Festungs-Bau-Bataillon 2
- Brücken-Bau-Bataillon 21 (meno 1 compagnia)
- Eisenbahn-Bau-Bataillone 218
- Strassen-Bau-Bataillon 507
- Sturmgeschütz-Abteilung 243 (1 batteria)

#### IV Armeekorps (generale del genio Erwin Jaenecke)
- Riserva di Corpo
  - Sturmgeschütz-Abteilung 243 (meno 1 batteria)
  - Artillerie-Regiment 72 (1 battaglione)
  - Schwere-Artillerie-Abteilung 800 (mot.) (meno 1 batteria)
  - Flak-Regiment 12 (1 battaglione)
  - Flak-Abteilung 602
  - Brücken-Bau-Bataillon 21 (1 compagnia)
- 297. Infanterie-Division (generale Pfeffer)
  - Infanterie-Regiment 522
  - Infanterie-Regiment 523
  - Infanterie-Regiment 524
  - Artillerie-Regiment 297
- 371. Infanterie-Division (tenente generale Richard Stempel)
  - Infanterie-Regiment 669
  - Infanterie-Regiment 670
  - Infanterie-Regiment 671
  - Artillerie-Regiment 371

### 4ª Armata romena (generale di corpo d'armata Constantin Constantinescu-Claps)

#### Riserva d'Armata
- - 15ª Squadriglia ricognizione
  - 16ª Squadriglia ricognizione
  - 17ª Squadriglia ricognizione
  - 114ª Squadriglia collegamenti
  - 6º Reggimento Roşiori motorizzato

#### VI Corpo d'armata romeno (generale di corpo d'armata Corneliu Dragalina)
- Riserva di Corpo:
  - 27º Battaglione genieri
  - 27º Gruppo esplorante
  - Flak-Regiment 9 (tedesco, 1 batteria)
  - 1º Reggimento artiglieria pesante motorizzata (1 battaglione)
- 1ª Divisione fanteria romena (generale di brigata Ioan Mihaescu)
  - 85º Reggimento fanteria
  - 93º Reggimento fanteria "Closca"
  - 5º Reggimento cacciatori
  - 1º Reggimento artiglieria "Regele Carol I"
  - 38º Reggimento artiglieria
- 2ª Divisione fanteria romena (generale di brigata Dumitru Tudose)
  - 1º Reggimento Dorobanṭi "Dolj"
  - 26º Reggimento Dorobanṭi "Rovine"
  - 31º Reggimento Dorobanṭi "Calafat"
  - 9º Reggimento artiglieria
  - 14 Reggimento artiglieria
- 18ª Divisione fanteria romena (generale di brigata Radu Baldescu)
  - 18º Reggimento Dorobanṭi "Gorj"
  - 90º Reggimento fanteria
  - 92º Reggimento fanteria "Decebal"
  - 35º Reggimento artiglieria
  - 36º Reggimento artiglieria
- 20ª Divisione fanteria romena (maggiore generale Nicolae Tataranu) 
  - 82º Reggimento fanteria
  - 83º Reggimento fanteria "Tribunul Solomon Balint"
  - 91º Reggimento fanteria "Alba Iulia-Regele Ferdinand I"
  - 39º Reggimento artiglieria
  - 40º Reggimento artiglieria

#### VII Corpo d'armata romeno (generale di divisione Florea Mitronescu)
- Riserva di Corpo:
  - 57º Battaglione genieri
  - 57º Gruppo esplorante
  - 7º Reggimento artiglieria pesante motorizzata
- 4ª Divisione fanteria romena (generale di brigata Barbu Alienescu)
  - 5º Reggimento Dorobanṭi "Vlasca"
  - 20º Reggimento fanteria "Teleorman"
  - 21º Reggimento fanteria "Ilfov"
  - 2º Reggimento artiglieria
  - 10º Reggimento artiglieria
- 5ª Divisione cavalleria romena (generale di brigata Vasile Mainescu)
  - 6º Reggimento Roşiori motorizzato
  - 7º Reggimento Roşiori "Cuza Vodă"
  - 8º Reggimento Roşiori
  - 2º Reggimento artiglieria a cavallo
- 8ª Divisione cavalleria romena (generale di brigata Radu Korne)
  - 3º Reggimento Calarasi motorizzato
  - 4º Reggimento Roşiori "Regina Maria"
  - 2º Reggimento Calarasi "General David Praporgescu"
  - 3º Reggimento artiglieria a cavallo

### Luftflotte 4 (Generalfeldmarshall Wolfram Freiherr von Richthofen)

#### Luftwaffe Kommando Don (General der Flieger Günther Korten)
Ricognizione
- Nah-Aufklärungs-Gruppe 1
  - 3./Aufklärungs-Gruppe 11
- Nah-Aufklärungs-Gruppe 2 
  - 1./Aufklärungs-Gruppe (Heeres) 21
- Nah-Aufklärungs-Gruppe 4 
  - 6./Aufklärungs-Gruppe (Heeres) 13
  - 2./Aufklärungs-Gruppe (Heeres) 41
  - 1./Aufklärungs-Gruppe (Heeres) 21
- Nah-Aufklärungs-Gruppe 7 
  - 1./Aufklärungs-Gruppe 10 "Tannenberg"
  - 4./Aufklärungs-Gruppe 10 "Tannenberg"
  - 6./Aufklärungs-Gruppe (Heeres) 41
- Nah-Aufklärungs-Gruppe 9 
  - 7./Lehr-Geschwader 2
  - 2./Aufklärungs-Gruppe 10 "Tannenberg"
  - 7./Aufklärungs-Gruppe (Heeres) 32
- Nah-Aufklärungs-Gruppe 14 
  - 5./Aufklärungs-Gruppe 11
  - 2./Aufklärungs-Gruppe (Heeres) 32
  - 5./Aufklärungs-Gruppe (Heeres) 41
- Nah-Aufklärungs-Gruppe 16 
  - 3./Aufklärungs-Gruppe (Heeres) 12
  - 5./Aufklärungs-Gruppe (Heeres) 12
  - 3./Aufklärungs-Gruppe 31
- Fern-Aufklärungs-Gruppe
  - 2.(F)/OB.d.L. Gruppe
  - 3.(F)/Aufklärungs-Gruppe 10 "Tannenberg"
  - (F)/Nacht-Schlacht-Gruppe 1
  - 3.(F)/Aufklärungs-Gruppe (Fern) 121
  - 4.(F)/Aufklärungs-Gruppe (Fern) 122

Caccia
- Jagd-Geschwader 3 "Udet"
  - I/Jagd-Geschwader 3
  - III/Jagd-Geschwader 3
- Jagd-Geschwader 52 
  - I/Jagd-Geschwader 52
  - II/Jagd-Geschwader 52
- Jagd-Geschwader 77
  - III/Jagd-Geschwader 77
  - 13./Jagd-Geschwader 77
  - 15./Jagd-Geschwader 77
- Zerstörer-Geschwader 1 "Wespen"
  - I/Zerstörer-Geschwader 1
  - II/Zerstörer-Geschwader 1

Bombardamento
- Kampf-Geschwader 51
  - II/Kampf-Geschwader 51
- Kampf-Geschwader 55 "Greif"
  - II/Kampf-Geschwader 51
  - III/Kampf-Geschwader 51
- Kampf-Geschwader 100
  - I/Kampf-Geschwader 100
- Schlacht-Geschwader 1
  - I/Schlacht-Geschwader 1
  - II/Schlacht-Geschwader 1
- Sturzkampf-Geschwader 1
  - II/Sturzkampf-Geschwader 1
- Sturzkampf-Geschwader 2 "Immelmann"
  - I/Sturzkampf-Geschwader 2
  - II/Sturzkampf-Geschwader 2
  - IV/Sturzampf-Geschwader 2
- Sturzkampf-Geschwader 77
  - I/Sturzkampf-Geschwader 77
  - II/Sturzkampf-Geschwader 77
  - IV/Sturzampf-Geschwader 77

Trasporto
- Kampfgruppe z.b.V. 5
- Kampfgruppe z.b.V. 9
- Kampfgruppe z.b.V. 50
- Kampfgruppe z.b.V. 172
- Kampfgruppe z.b.V. 900

#### Raggruppamento aereo da combattimento Romeno
- 105ª Squadriglia trasporti
- 108ª Squadriglia trasporti 
  - Comando Aviazione da Combattimento
    - 2ª Flottiglia caccia
      - 6º Gruppo cacciabombardieri
      - 7º Gruppo caccia
      - 8º Gruppo caccia

    - 2ª Flottiglia bombardamento
      - 1º Gruppo bombardamento
      - 3º Gruppo bombardamento
      - 5º Gruppo bombardamento

    - 1ª Squadriglia ricognizione a lungo raggio